# Les Gaietés du palace
Pour plus de détails, voir Fiche technique et Distribution.
Les Gaietés du palace est un film français réalisé par Walter Kapps, sorti en 1936.

## Fiche technique
- Titre : Les Gaietés du palace
- Réalisation : Walter Kapps
- Scénario : Léopold Gomez et Jacques Revil
- Photographie : Georges Million
- Décors : Roland Quignon
- Musique : Marcel Kapps et Paul Misraki
- Production : Adria Films
- Format :  Noir et blanc - 35 mm - Son mono
- Pays d'origine :  France
- Genre : Comédie
- Durée : 95 minutes
- Date de sortie :
  - France : 11 décembre 1936

## Distribution
- Armand Bernard : Honoré
- Christiane Delyne : Lucienne
- Henri Bosc : Fernando
- Félix Oudart : le directeur du palace
- Léo Bardollet : le chef de réception
- Janine Merrey : Ninette
- Jeanne Fusier-Gir : la comtesse de Malpeignet
- Habib Benglia : le valet du faux maharajah
- Jean Tissier : le maharajah Paripatan
- Pierre Finaly : Carter